# Värdet av ett statistiskt liv
Värdet av ett statistiskt liv (VSL) är ett mått på värdet av ett människoliv.
Det framräknade värdet bygger på studier av människors betalningsvilja för en riskreduktion. Det kan användas vid resursprioriteringar och riskbedömningar. Det är ett grundbegrepp vid värdering av säkerhet och en förutsättning för att kunna genomföra samhällsekonomiska analyser av säkerhetshöjande åtgärder.
Värdet mäter betalningsviljan, inte produktionsvärdet.
Värdet är ganska konstant över hela världen. OECD rekommenderade 2005 ett utgångsvärde för EU-länder (EU-27) på 3,6 miljoner dollar, men för åtgärder särskilt inriktade till barn rekommenderas ett värde som är 50 till 100 procent högre.
Jämförelser med privata försäkringsbolag, vilka betalar ut mellan 1 och 2 miljoner kronor på en livförsäkring, visar att den offentliga sektorn skattar livet betydligt högre än den privata (där det är försäkringstagarnas betalningsvilja för premien som sätter priset).

## I Sverige
I Sverige föreslog två nationalekonomer värdet till 21 miljoner kronor (2008).
2018 höjde Trafikverket värdet till 40,5 miljoner kronor (från tidigare 24 miljoner kronor), och det beräknades på att varje svensk är villig att betala fyra kronor för att förebygga en dödsolycka i landet. År 2023 värderade Trafikverket detsamma till 44,02 miljoner kronor i 2017 års penningvärde; värderingen "består av ett humanvärde som speglar samhällets nyttoförlust vid förlust av ett människoliv eller uppoffringen på grund av fysiskt och psykiskt lidande för skadade i en trafikolycka" och inkluderar inte de materiella kostnaderna ("kostnader för sjukvård, nettoproduktionsbortfall p.g.a. personskada och/eller förlust av liv, administration samt skador på fordon och annan egendom"). Det totala värdet (d.v.s. både humanvärdet och materiella kostnader) uppgick till 50,25 miljoner kronor.
I en rapport 2021 från polisen uppgavs att kostnaden för att beställa ett mord låg mellan 100 000 och 1 000 000 kr.